# Andrew Neiderman
Andrew Neiderman (nacido el 26 de octubre de 1940), es un novelista americano.  En 1987,  se convierte en el escritor de fantasma  para V. C. Andrews continuando su obra desde su muerte en 1986. Anteriormente estuvo enseñando inglés en Fallsburg Jr./Sr. Instituto, en el estado de Nueva York.
Neiderman es probablemente más conocido como el autor de "El abogado del diablo" o "Pactar con el diablo" , obra adaptada al cine y protagonizada por Keanu Reeves, Al Pacino, y Charlize Theron, y dirigida por Taylor Hackford. También se adaptó la obra Lluvia a una película, basado en una serie de novelas usando el nombre de Andrews.
Neiderman escribió la adaptación de Flores en el ático basado en la novela por V.C. Andrews.
Andrew Neiderman ha escrito el Libreto para un musical de El abogado del diablo.
También es coautor para Duplicados, una película de cable de Red de EE. UU., y ha tenido otras seis de novelas adaptadas a películas.
Con la publicación de Ángel Guardián por Dorchester Editores en enero de 2010, Neiderman tiene 100 novelas publicadas juntando las que ha publicado con su nombre y también bajo el nombre de V. C. Andrews.